# 三齿兰
三齿兰（学名：Neotinea tridentata）是一个在欧洲南部生长的兰花品种，分布区域包括西班牙、土耳其、黎巴嫩，向北到克里米亚、波兰和德国。这种兰花喜欢在草地、林地和灌木地带生长。
其种加词“tridentata”意为“三齿的”。

## 描述
三齿兰是一种多年生草本植物，平均株高15至45厘米。叶子是蓝绿色的，没有斑点，约4至12英寸长，约1.1到2.1英寸宽。
每年新生长的花序大约有20至50朵花。最初是圆锥形，然后半球形的，最后盛开时球形至卵圆形。花瓣长约7至12毫米，深裂，中叶前端又分为两个小齿。花瓣白色，上面有粉红色和深粉红色的圆点。很少能找到纯白色花朵。
地中海地区从3月到5月开花，在中欧是一般在5月开花。